# 本国航空艦隊
本国航空艦隊（Luftflotte Reich）は、ドイツ空軍の航空艦隊。帝国航空艦隊、ライヒ航空艦隊という表記も。
第二次世界大戦末期のドイツ本土防空戦に際して編成された。

## 編成

### 司令官（Chefs der Luftflotte Reich）
- ハンス＝ユルゲン・シュトゥムプフ 上級大将[2]：1944年2月5日 - 1945年5月8日

### 参謀長（Chefs des Generalstabs der Luftflotte Reich）
- Sigismund Freiherr von Falkenstein 少将[3]：1944年2月5日 - 1944年5月12日
- Andreas Nielsen 少将[4]：1944年5月12日 - 1945年5月8日

### 首席参謀（Erster Generalstabsoffizier der Luftflotte Reich）
- Karl Kessel 中佐[5]：1944年7月9日 - 1945年5月8日

### 隷下部隊
1944年5月時点の隷下部隊は以下。
- 第1戦闘航空軍団（I. Jagdcorps）
  - 第1戦闘航空師団（1. Jagd-Division）
  - 第2戦闘航空師団（2. Jagd-Division）
  - 第3戦闘航空師団（3. Jagd-Division）
  - 第7戦闘航空師団（7. Jagd-Division）
- 第1空軍管区司令部（Luftgau-Kommando I）
- 第3空軍管区司令部（Luftgau-Kommando III）
  - 第1高射師団
  - 第14高射師団
- 第6空軍管区司令部（Luftgau-Kommando VI）
  - 第4高射師団
  - 第7高射師団
  - 第22高射師団
- 第7空軍管区司令部（Luftgau-Kommando VII）
  - 第21高射師団
  - 第26高射師団
  - 第20高射旅団
  - 第21高射旅団
- 第8空軍管区司令部（Luftgau-Kommando VIII）
  - 第15高射旅団
- 第11空軍管区司令部（Luftgau-Kommando XI）
  - 第3高射師団
  - 第8高射師団
- 第17空軍管区司令部（Luftgau-Kommando XVII）
  - 第24高射師団